# Mucoa
Mucoa là chi thực vật có hoa trong họ Apocynaceae.